# Майнцер, Йозеф
Йозеф Майнцер (нем. Joseph Mainzer; 21 октября 1801, Трир — 10 ноября 1851, Манчестер) — английский музыкальный педагог немецкого происхождения.
Учился музыке при Трирском соборе, в 1826 г. был рукоположён в священники. Утверждается, что Майнцер некоторое время учился композиции в Дармштадте у Христиана Генриха Ринка. Преподавал пение в городском училище, в 1831 г. опубликовал учебник по вокалу (нем. Singschule: oder Praktische Anweisung zum Gesange), написал ораторию «Вознесение Христово» (нем. Die Himmelfahrt Christi). Затем в 1833 г. по политическим причинам покинул город.
Некоторое время жил и работал в Брюсселе, занимаясь композицией и сотрудничая с местным музыкальным журналом. Затем перебрался в Париж, где приобрёл некоторую известность уроками пения. В 1839 г. в Париже была поставлена опера Майнцера «Жакерия» (фр. La Jacquerie), не имевшая успеха; добиться постановки другой своей оперы, на сюжет о Польском восстании 1830 года, он так и не сумел.
В 1841 г. Майнцер перебрался в Англию и опубликовал в Лондоне завоевавшее популярность учебное пособие по сольфеджио под названием «Пение для миллионов» (англ. Singing for the Million). В короткий срок кружки обучения пению по Майнцеру приобрели в Лондоне и окрестностях исключительную популярность. В 1842 г. начал издавать газету Mainzer’s Musical Times, в 1844 г. продал её Альфреду Новелло, который преобразовал издание в выходящую до сих пор The Musical Times. В 1840-е гг. жил в Эдинбурге, безуспешно претендовал на место преподавателя музыки в Эдинбургском университете, выпустил два сборника обработок псалмов.